# Fórmula 2 Mexicana
La Fórmula 2 Mexicana fue una competición de Fórmula 2. Se disputó entre el año 1994 y el 1995. En 1996, el campeonato se conoció como la serie Fórmula 3000 y duró 2 años entre 1996 y 1997. Se utilizaron las principales pistas del país mexicano. 
Grandes figuras del automovilismo mexicano como Carlos Guerrero, David Martínez y Allen Berg disputaron esta Serie.

## Monoplazas
Los monoplazas eran similares a los monoplazas que se usaban en la Formula Atlantic, esto venían equipados con motores Chrysler de 2.2 L.

## Campeones
Los campeones del campeonato fueron:
| Año          | Campeón           | Monoplaza |
| Formula K    | Formula K         | Formula K |
| ------------ | ----------------- | --------- |
| 1984         | Enrique Contreras | Enco      |
| 1985         | Gilberto Jimenez  | CDD Lider |
| 1986         | Gilberto Jimenez  | CDD Lider |
| 1987         | Gerardo Martinez  | Martiga   |
| 1988         | Oscar Manautou    | Martiga   |
| 1989         | Gerardo Martinez  | Martiga   |
| Fórmula 2    |                   |           |
| 1990         | Enrique Contreras | March     |
| 1991         | Carlos Guerrero   | March     |
| 1992         | Carlos Guerrero   | March     |
| 1993         | Allen Berg        | Ralt      |
| 1994         | Fernando Plata    | Ralt      |
| 1995         | Jimmy Morales     | Ralt      |
| 1996         | David Martínez    | Ralt      |
| 1997         | Ricardo Pérez     | Ralt      |
| Formula 3000 |                   |           |
| 1996         | Jaime Cordero     | Lola      |
| 1997         | Jimmy Morales     | Lola      |
| Indy Lights  |                   |           |
| 1998         | Osvaldo Negri     | Lola      |
| 1999         | Waldemar Coronas  | Lola      |
| 2000         | Waldemar Coronas  | Lola      |
| 2001         | Allen Berg        | Lola      |